# Theodor Loos
Theodor Loos   (Zwingenberg, 18 de maig de 1883 - Stuttgart, 27 de juny de 1954) va ser un actor de cinema i teatre alemany. És conegut, entre altres coses, pels seus papers en pel·lícules de Fritz Lang.

## Biografia
Theodor Loos fou el primogènit de sis germans. El seu pare, Carl Theodor, era rellotger i tractant d'instruments musicals. Quan tenia 14 anys la seva família es va traslladar a Leipzig, on va descobrir el teatre i en feu d'ell la seva vocació, fent algunes interpretacions allà i a Berlín. Decidit a dedicar-se al teatre, després d'actuar a Danzig i a Frankfurt del Main, Loos va unirse a la companyia del Lessingtheater de Berlín el 1912, i més tard a la companyia del Deustchen Theater. El seu pas pel teatre alemany fou molt laudat, i fou reconegut pel seu estil naturalístic d'actuar i la seva veu vibrant.
A partir de 1913 Loos aparegué en més de 220 llargmetratges, inicialment muts i després sonors. Va debutar a la pel·lícula Das goldene Bett (1913). Va aparèixer en pel·lícules del director Fritz Lang com Els Nibelungs (1924), Metropolis (1927) i M (1931). També va aparèixer al film propagandístic nacionalsocialista Jud Süß (1940) dirigit per Veit Harlan.
El 1935, Goebbels el va nomenar membre del Senat Cultural del Reich, i el 1937 va ser nomenat "actor estatal" per Adolf Hitler. El 1942 va esdevenir cap de programació artística a l'emissora de ràdio Großdeutscher Rundfunk. També va ser membre del consell d'administració de la Fundació Goebbels per als Treballadors Culturals i va ser membre del Consell Assessor Presidencial de la Companyia d'Artistes Alemanys i de la Cambra de Cinema del Reich. L'agost de 1944, Goebbels el va incloure a la llista dels graciats de Déu, una llista d'artistes que incloïa actors necessaris per a pel·lícules de propaganda.
Després de la guerra, el seu objectiu era tornar a treballar com a actor, però durant dos anys se li va prohibir tornar a escenaris i platós pels seus lligams amb el règim nazi. Va ser rehabilitat gràcies a la intervenció d'altres artistes en favor seu. Un cop rehabilitat el 1947, Loos va tornar als escenaris com a membre del Städtetheaters Tübingen Reutlingen i va actuar al Staatstheater Sttutgart des d'agost de 1949 fins a la seva mort el 1954.
Va morir el 27 de juny de 1954 als 71 anys durant una cirurgia de la vesícula biliar.

## Premis i honors
- 1937: Actor Estatal
- 1951: Actor Estatal de Württemberg
- 1954: Gran Creu del Mèrit de l'Ordre del Mèrit de la República Federal d'Alemanya
- Des del 5 d'agost de 1966, el carrer de Theodor Loos al districte de Neukölln de Berlín porta el seu nom.